# نورتونویل (کنتاکی)
نورتونویل (به انگلیسی: Nortonville) شهری در ایالت کنتاکی کشور ایالات متحده آمریکا است که جمعیت آن در سرشماری سال ۲۰۱۰ میلادی، ۱٬۲۰۴ نفر بوده‌است.